# Europawahl 2019
| ←20142024→Europawahl 2019                                                                 | ←20142024→Europawahl 2019 | ←20142024→Europawahl 2019       | ←20142024→Europawahl 2019 | ←20142024→Europawahl 2019 |
| ----------------------------------------------------------------------------------------- | ------------------------- | ------------------------------- | ------------------------- | ------------------------- |
| Zusammensetzung nach Fraktionen (Gewinne/Verluste im Vergleich zum scheidenden Parlament) |                           |                                 |                           |                           |
|                                                                                           | EVP                       | Christdemokraten, Konservative  | 182                       | –34                       |
|                                                                                           | S&D                       | Sozialdemokraten                | 154                       | –30                       |
|                                                                                           | Renew                     | Liberale, Zentristen            | 108                       | +39                       |
|                                                                                           | Grüne/EFA                 | Grüne, Regionalisten            | 75                        | +23                       |
|                                                                                           | ID                        | Nationalisten, Rechtspopulisten | 73                        | +37                       |
|                                                                                           | EKR                       | Konservative, EU-Skeptiker      | 62                        | –13                       |
|                                                                                           | GUE/NGL                   | Linke, Linkssozialisten         | 41                        | –11                       |
|                                                                                           | Fraktionslose             | Fraktionslose                   | 56                        | +36                       |

Die Europawahl 2019 war die neunte Direktwahl zum Europäischen Parlament. Sie fand vom 23. bis 26. Mai 2019 in den Mitgliedstaaten der Europäischen Union statt.
Teilnahmeberechtigt waren rund 427 Millionen Menschen. Das neu gewählte Parlament trat erstmals am 2. Juli 2019 zusammen.
Bei der Europawahl wurden 751 Abgeordnete gewählt. Anders als ursprünglich geplant trat das Vereinigte Königreich nicht vor der Wahl aus der Europäischen Union aus und nahm somit an der Wahl teil. Nach Inkrafttreten des Brexits verließen die britischen Abgeordneten am 31. Januar 2021 das Parlament. Einige der 73 an das Vereinigte Königreich vergebenen Sitze wurden an andere Mitgliedstaaten verteilt, der Großteil blieb jedoch frei, wodurch sich die Zahl der Abgeordneten im Europäischen Parlament auf 705 verringerte.
Parallel zur Europawahl fanden in mehreren Ländern weitere Wahlen und Referenden statt.

## Wahlmodus
Gemäß Art. 223 AEU-Vertrag gibt der Europäische Rat einheitliche Bestimmungen für Europawahlen vor. So ist als Wahlsystem das Verhältniswahlrecht vorgeschrieben, die genaue Ausgestaltung bleibt jedoch den Mitgliedstaaten überlassen. Vom Europäischen Parlament angedachte weitreichende Reformen des Wahlrechts wurden verworfen. Ein weitgehend veränderter Entwurf wurde am 18. Juni 2018 vom Rat der Europäischen Union angenommen.
Allerdings hätte die Umsetzung der Entschließung zur Wahl 2019 den Richtlinien der Venedig-Kommission widersprochen, nach denen Wahlgesetze spätestens ein Jahr vor der Wahl geändert werden sollen. Daher gab es in den EU-Mitgliedstaaten bei der Wahl 2019, wie schon bei den Wahlen zuvor, unterschiedliche Regelungen zur Sperrklausel,
z. B. in Deutschland keine Sperrklausel, in Österreich 4 %.

### Wahlgebiet
Aufgrund einer Vielzahl von Überseegebieten außerhalb des europäischen Kontinents fand die Europawahl 2019 auf allen geographischen Kontinenten statt. So wählten auf dem afrikanischen Festland die Einwohner des spanischen Ceuta oder Melilla das Europäische Parlament und auf dem südamerikanischen Festland partizipierten die Einwohner von Französisch-Guayana. Darüber hinaus nahmen beispielsweise die Einwohner von Saint-Pierre und Miquelon in Nordamerika, von Sint Eustatius in Mittelamerika, von Französisch-Polynesien in Ozeanien und die Einwohner Zyperns im geographischen Asien an der Wahl teil.

#### Differenzen unter den Übersee- beziehungsweise Sondergebieten
Abhängig vom EU-Mitgliedsstaat variierte insbesondere die Teilnahme von Sondergebieten der Europäischen Union an der Europawahl 2019. Grundsätzlich gilt, dass Europawahlen in allen Teilen der EU stattfinden; dadurch sind die Stammländer auf dem europäischen Kontinent sowie die Überseegebiete mit dem Status Gebiet in äußerster Randlage (GÄR) eingeschlossen. Die GÄR sind Madeira, die Azoren, die Kanarischen Inseln und die vollständig in den Französischen Staat integrierten Übersee-Départements.
Faktisch alle anderen Überseegebiete sind Überseeische Länder und Hoheitsgebiete (ÜLG). Dieser Status ist als Assoziierung mit der EU anzusehen, ohne vollständiger Teil der EU zu sein. In dieser Kategorie können die jeweiligen EU-Mitgliedsstaaten selbst entscheiden, inwiefern diese Überseegebiete an der Europawahl teilnehmen. Im Folgenden werden alle EU-Mitgliedsstaaten mit ÜLG, die an der Europawahl 2019 teilnahmen, aufgeführt. In Frankreich wählten alle Überseegebiete, auch die ÜLG, das Europäische Parlament; in den Französischen Süd- und Antarktisgebieten fand jedoch de facto keine Wahl statt, da es keine dort wohnhafte Zivilbevölkerung gibt. Im Königreich der Niederlande wählte nur das autonome Land der Niederlande auf dem europäischen Kontinent mit seinen Besonderen Gemeinden in der Karibik, welche allesamt ÜLG sind, das Europäische Parlament. Die drei autonomen Länder Aruba, Curaçao und Sint Maarten, welche auch ÜLG sind, nahmen nicht an der Europawahl teil.
Einige Sondergebiete, welche keine Überseegebiete sind, besitzen innerhalb der EU einen Sonderstatus, sind aber integraler Teil der EU. Diese Sondergebiete sind Åland, Büsingen am Hochrhein, Campione d’Italia, Livigno, Ceuta, Melilla, die UN-Pufferzone in Zypern, Gibraltar, Helgoland und der Berg Athos. In all diesen Gebieten fand die Europawahl 2019 statt.
Andere Sondergebiete stehen zwar völkerrechtlich unter der Souveränität eines EU-Mitgliedsstaats, sind jedoch nicht Teil der EU. Dabei handelt es sich um Akrotiri und Dekelia, die Färöer, Grönland, die Kanalinseln und die Isle of Man. De facto gilt dies auch für die Türkische Republik Nordzypern, deren Bewohner jedoch in der Republik Zypern wahlberechtigt sind.

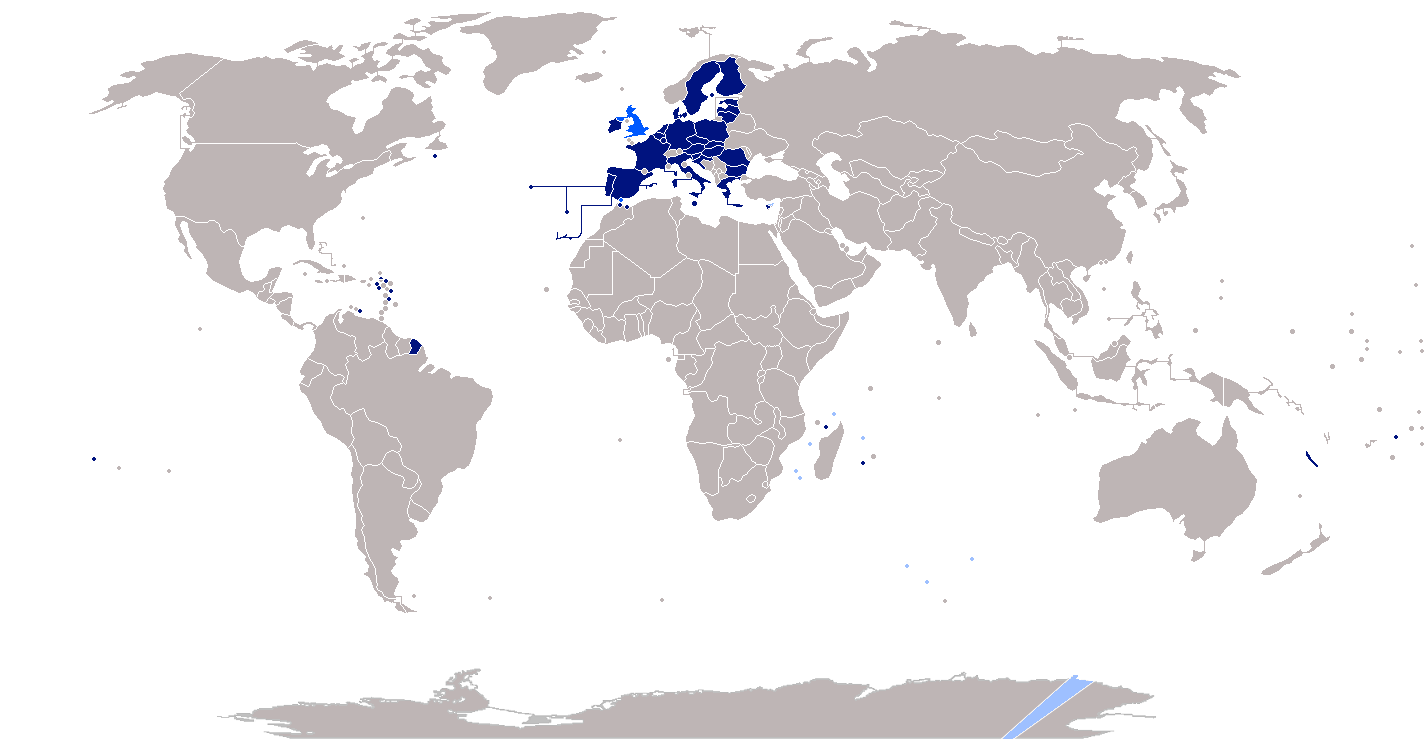
Wahlgebiet der Europawahl 2019 (ohne Vereinigtes Königreich)
Vereinigtes Königreich (Teilnahme an der Europawahl 2019)
Wahlgebiet, in dem aufgrund fehlender Zivilbevölkerung oder fehlender Kontrolle der Regierung des EU-Mitgliedsstaats de facto keine Wahl stattfindet

### Verteilung der Sitze auf die Mitgliedsländer
Die Anzahl der pro Mitgliedsland und eventuell über die EU-weiten Listen zu wählenden Abgeordneten wird durch einen Beschluss des Europäischen Rates auf Initiative des Europäischen Parlaments festgelegt. Dabei gilt das Prinzip der degressiven Proportionalität, dem zufolge größere Länder grundsätzlich mehr Abgeordnete haben als kleinere, kleinere Länder jedoch mehr Abgeordnete pro Einwohner als größere. Nach Art. 14 Abs. 2 EU-Vertrag müssen in jedem Land zwischen 6 (kleinste Länder – Malta, Zypern, Luxemburg) und 96 Abgeordnete (größtes Land – Deutschland) gewählt werden.
Da erwartet wurde, das Vereinigte Königreich gehöre zum Zeitpunkt der Wahl nicht mehr der EU an (Brexit), schlug der Ausschuss für konstitutionelle Fragen (AFCO) des EU-Parlaments vor, schon bei dieser Wahl 27 der bisherigen 73 UK-Sitze zur besseren Abbildung der degressiven Proportionalität auf die verbleibenden Mitgliedsstaaten zu verteilen.
Der Vorschlag, die verbleibenden 46 Sitze über EU-weite Listen zu verteilen, wurde im Februar 2018 vom Europaparlament verworfen, es bestätigte aber die Verteilung der restlichen Mandate auf die anderen Staaten im Fall des Brexits.

### Die Europawahl in den einzelnen EU-Mitgliedsstaaten
Für die 28 nationalen Wahlen wurden folgende Termine festgelegt, die den nationalen Wahlgewohnheiten Rechnung trugen. Die Spalte Sitze enthält die Anzahl der an dieses Land vergebenen Mandate. In Klammern die bei dieser Wahl bestimmten zusätzlichen Mandate des Landes nach Inkrafttreten des Brexit.
| EU-Land mit Europawahl | Sitze    | Termin Mai 2019   | Wahlalter (aktiv/passiv) | Wahl- kreise | Vorzugs- stimme | Sperr- klausel     | Sitzzuteilungs- verfahren                | Wahl- pflicht | Sonstiges                             |
| ---------------------- | -------- | ----------------- | ------------------------ | ------------ | --------------- | ------------------ | ---------------------------------------- | ------------- | ------------------------------------- |
| Belgien                | 21       | So. 26.           | 18 / 21                  | 03           | ja              | 5 %                | D’Hondt                                  | ja            | Briefwahl, Delegated Voting           |
| Bulgarien              | 17       | So. 26.           | 18 / 21                  | 01           | ja              | —                  | Hare/Niemeyer                            | ja            | Umfragen                              |
| Dänemark               | 13 (+1)  | So. 26.           | 18                       | 01           | ja              | —                  | D’Hondt                                  | —             | Briefwahl                             |
| Deutschland            | 96       | So. 26.           | 18                       | *16 *        | —               | —                  | Sainte-Laguë                             | —             | Umfragen, Briefwahl                   |
| Estland                | 06 (+1)  | So. 26.           | 18 / 21                  | 01           | —               | —                  | D’Hondt                                  | —             | Umfragen, Briefwahl, Internet-Voting  |
| Finnland               | 13 (+1)  | So. 26.           | 18                       | 01           | ja              | —                  | D’Hondt                                  | —             | Umfragen, Briefwahl                   |
| Frankreich             | 74 (+5)  | So. 26.           | 18                       | 01           | —               | 5 %                | D’Hondt                                  | —             | Umfragen, Delegated Voting            |
| Griechenland           | 21       | So. 26.           | 17 / 25                  | 01           | —               | 3 %                | Enishimeni Analogiki                     | ja            | Umfragen                              |
| Irland                 | 11 (+2)  | Fr. 24.           | 18 / 21                  | 03           | ja              | —                  | STV                                      | —             | Umfragen                              |
| Italien                | 73 (+3)  | So. 26.           | 18 / 25                  | *05 *        | ja              | 4 %                | Hare/Niemeyer                            | —             | Umfragen                              |
| Kroatien               | 11 (+1)  | So. 26.           | 18                       | 01           | ja              | 5 %                | D’Hondt                                  | —             | Umfragen                              |
| Lettland               | 08       | Sa. 25.           | 18 / 21                  | 01           | ja              | 5 %                | Sainte-Laguë                             | —             | Umfragen, Briefwahl                   |
| Litauen                | 11       | So. 26.           | 18 / 21                  | 01           | ja              | 5 %                | Hare/Niemeyer                            | —             | Briefwahl                             |
| Luxemburg              | 06       | So. 26.           | 18                       | 01           | ja              | —                  | D’Hondt                                  | ja            | Briefwahl                             |
| Malta                  | 06       | Sa. 25.           | 16 / 18                  | 01           | ja              | —                  | STV                                      | —             | Umfragen                              |
| Niederlande            | 26 (+3)  | Do. 23.           | 18                       | 01           | ja              | kiesdeler (≈3,8 %) | D’Hondt                                  | —             | Umfragen, Briefwahl, Delegated Voting |
| Österreich             | 18 (+1)  | So. 26.           | 16 / 18                  | 01           | ja              | 4 %                | D’Hondt                                  | —             | Umfragen, Briefwahl                   |
| Polen                  | 51 (+1)  | So. 26.           | 18 / 21                  | *13 *        | —               | 5 %                | D’Hondt (Unterverteilung: Hare/Niemeyer) | —             | Umfragen                              |
| Portugal               | 21       | So. 26.           | 18                       | 01           | —               | —                  | D’Hondt                                  | —             | Umfragen                              |
| Rumänien               | 32 (+1)  | So. 26.           | 18 / 23                  | 01           | —               | 5 %                | D’Hondt                                  | —             | Umfragen                              |
| Schweden               | 20 (+1)  | So. 26.           | 18                       | 01           | ja              | 4 %                | Sainte-Laguë (modifiziert)               | —             | Umfragen, Briefwahl                   |
| Slowakei               | 13 (+1)  | Sa. 25.           | 18 / 21                  | 01           | ja              | 5 %                | Quotenverfahren                          | —             | Umfragen                              |
| Slowenien              | 08       | So. 26.           | 18                       | 01           | ja              | —                  | D’Hondt                                  | —             | Umfragen, Briefwahl                   |
| Spanien                | 54 (+5)  | So. 26.           | 18                       | 01           | —               | —                  | D’Hondt                                  | —             | Umfragen, Briefwahl                   |
| Tschechien             | 21       | Fr. 24. / Sa. 25. | 18 / 21                  | 01           | ja              | 5 %                | D’Hondt                                  | —             | Umfragen                              |
| Ungarn                 | 21       | So. 26.           | 18                       | 01           | —               | 5 %                | D’Hondt                                  | —             | Umfragen, Briefwahl                   |
| Vereinigtes Königreich | 73 (−73) | Do. 23.           | 18                       | 12           | —               | —                  | D’Hondt Nordirland: STV                  | —             | Umfragen, Briefwahl, Delegated Voting |
| Zypern                 | 06       | So. 26.           | 18 / 21                  | 01           | ja              | 1,8 %              | Quotenverfahren                          | ja            | Umfragen                              |
| EU-Land mit Europawahl | Sitze    | Termin Mai 2019   | Wahlalter (aktiv/passiv) | Wahl- kreise | Vorzugs- stimme | Sperr- klausel     | Sitzzuteilungs- verfahren                | Wahl- pflicht | Sonstiges                             |

### Europawahl und Brexit
Die britische Regierung hatte ursprünglich den 29. März 2019 24 Uhr Mitteleuropäischer Zeit als Zeitpunkt des Austritts des Vereinigten Königreichs aus der EU festgelegt („Brexit“). Im März wurde der Termin zunächst auf den 12. April 2019 verschoben, mit der Option einer Verschiebung auf den 22. Mai 2019, dem Tag vor der Europawahl. Am 10. April beauftragte das britische Unterhaus die Premierministerin Theresa May mit einer weiteren Verschiebung des Austritts. Dem stimmte der Europäische Rat zu und vereinbarte als Austrittsdatum spätestens den 31. Oktober 2019. Jedoch kann der Austritt auch früher erfolgen, sollte es zu einer Übereinkunft kommen.
Da der Austritt nicht vor dem Termin der Europawahl erfolgt war, hielt das Vereinigte Königreich eine Wahl zum Europäischen Parlament ab. Die britische Wahlkommission hatte frühzeitig für die Wahl fast eine Million Pfund zurückgestellt. Die Verteilung der Sitze auf die Mitgliedstaaten entsprach bei der Wahl 2019 jener der Europawahl 2014. Die angepasste, neue Sitzverteilung wird nach dem designierten Vollzug des Brexits in Kraft treten.
Unklar wäre bei einem vor der Europawahl vollzogenen Brexit auch die Wählbarkeit britischer Staatsangehöriger (ohne weitere EU-Staatsangehörigkeit) in anderen EU-Staaten gewesen. Bei Austritt des Vereinigten Königreiches spätestens am 22. Mai wären diese am Wahltag nicht mehr passiv wahlberechtigt gewesen. Da aber unklar war, wann der Austritt erfolgt, ließ etwa der deutsche Bundeswahlausschuss eine britische Wahlbewerberin auf der Liste der Partei Volt zu und die österreichische NEOS führte einen britischen Staatsangehörigen auf Platz 9 ihrer Liste, den sie gestrichen hätte, falls das Vereinigte Königreich frühzeitig ausgetreten wäre.

### Weitere Wahlen am selben Wahltag
In einigen Ländern wurden zeitgleich weitere Wahlen abgehalten.
- In Belgien fanden verfassungsgemäß parallel zur Europawahl
  - die Wahl der belgischen Abgeordnetenkammer
  - sowie des Flämischen Parlaments,
  - des Wallonischen Parlaments,
  - des Parlaments der Deutschsprachigen Gemeinschaft
  - und des Parlaments der Region Brüssel-Hauptstadt statt.
- In Deutschland fand parallel zur Europawahl
  - die Bürgerschaftswahl in Bremen statt. Hinzu kamen
  - die Kommunalwahlen in Baden-Württemberg, Brandenburg, Mecklenburg-Vorpommern, Rheinland-Pfalz, Sachsen, Sachsen-Anhalt, Thüringen, im Saarland
  - sowie die Bezirksversammlungswahlen in Hamburg.
- In Irland wurden Kommunalwahlen und Volksabstimmungen abgehalten.[29]
- In Litauen wurde die Stichwahl der Präsidentschaftswahl durchgeführt.
- In Spanien fanden in 12 der 17 Autonomen Gemeinschaften Wahlen zu den Regionalparlamenten statt. Dazu kamen Wahlen zu Provinzparlamenten, Gemeinderäten und Inselparlamenten.[30]
- In Leonding (Oberösterreich) fand die Wahl zum Bürgermeister statt.

Dagegen wurde eine angedachte Verschiebung der Parlamentswahl in Finnland 2019 verworfen, sie fand am 14. April 2019 statt.

## Ausgangslage
| Fraktion                | Fraktion                                                   | MdEP | Europapartei                                       | Europapartei                                               | MdEP * |
| ----------------------- | ---------------------------------------------------------- | ---- | -------------------------------------------------- | ---------------------------------------------------------- | ------ |
|                         | Fraktion der Europäischen Volkspartei (EVP)                | 221  |                                                    | Europäische Volkspartei (EVP)                              | 208    |
|                         | Progressive Allianz der Sozialdemokraten (S&D)             | 191  |                                                    | Sozialdemokratische Partei Europas (SPE)                   | 179    |
|                         | Europäische Konservative und Reformer (EKR)                | 77   |                                                    | Allianz der Konservativen und Reformer in Europa (ACRE)    | 40     |
|                         | Europäische Konservative und Reformer (EKR)                | 77   | Europäische Christliche Politische Bewegung (ECPM) | 6                                                          |        |
|                         | Allianz der Liberalen und Demokraten für Europa (ALDE)     | 67   |                                                    | Allianz der Liberalen und Demokraten für Europa (ALDE)     | 59     |
|                         | Allianz der Liberalen und Demokraten für Europa (ALDE)     | 67   | Europäische Demokratische Partei (EDP)             | 10                                                         |        |
|                         | Vereinte Europäische Linke/Nordische Grüne Linke (GUE/NGL) | 52   |                                                    | Partei der Europäischen Linken (EL)                        | 33     |
|                         | Grüne/Europäische Freie Allianz (G/EFA)                    | 50   |                                                    | Europäische Grüne Partei (EGP)                             | 41     |
|                         | Grüne/Europäische Freie Allianz (G/EFA)                    | 50   | Europäische Freie Allianz (EFA)                    | 12                                                         |        |
|                         | Europa der Freiheit und der direkten Demokratie (EFDD)     | 42   |                                                    |                                                            |        |
|                         | Europa der Nationen und der Freiheit (ENF)                 | 36   |                                                    | Bewegung für ein Europa der Nationen und Freiheiten (MENL) | 27     |
|                         | Fraktionslose (NI)                                         | 20   |                                                    |                                                            |        |
| Anzahl der Abgeordneten | Anzahl der Abgeordneten                                    | 751  |                                                    |                                                            | *      |

## Parteien, Gruppierungen und Spitzenkandidaten

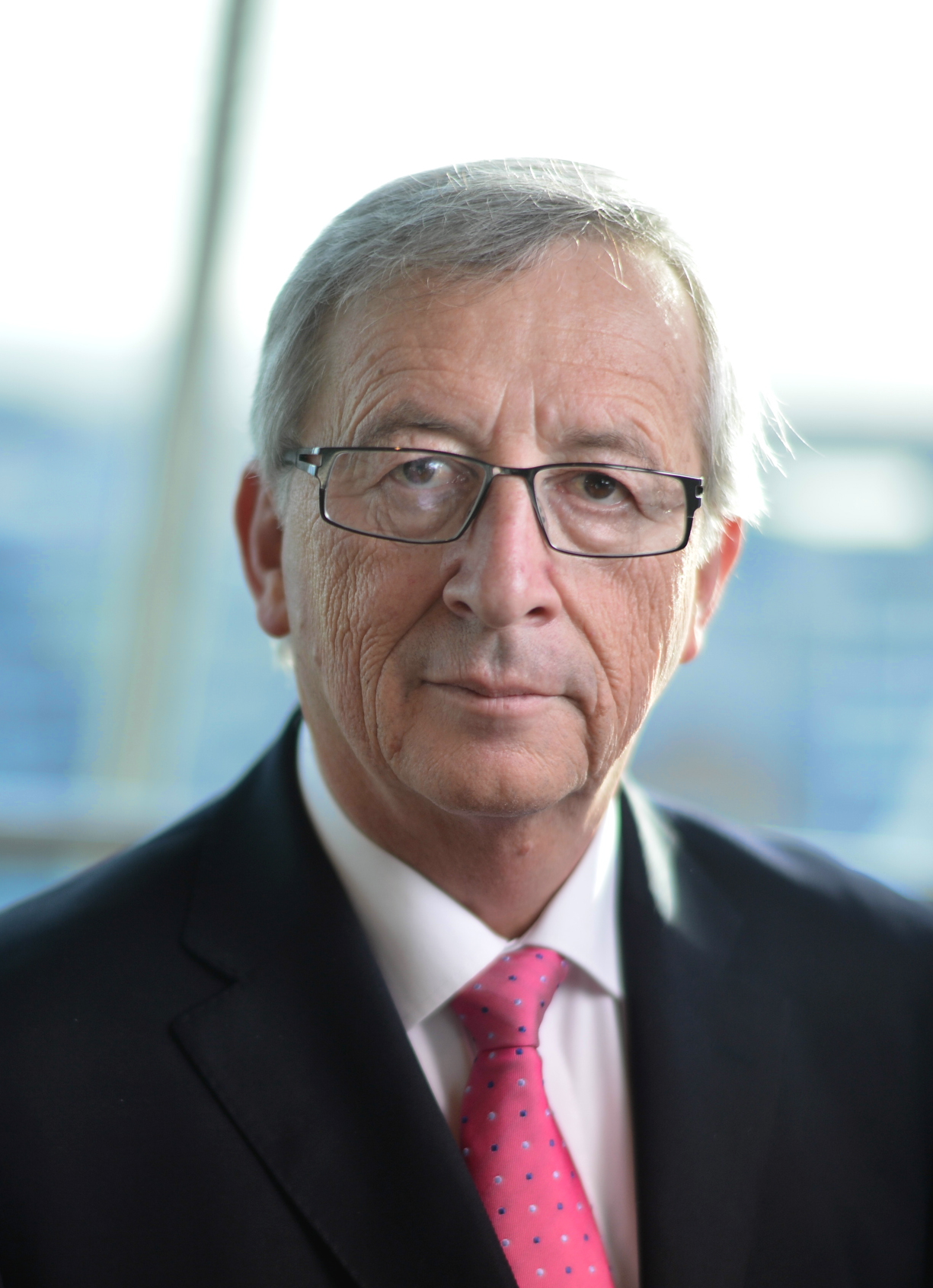
Kommissionspräsident Jean-Claude Juncker trat 2019 nicht wieder als Spitzenkandidat an.

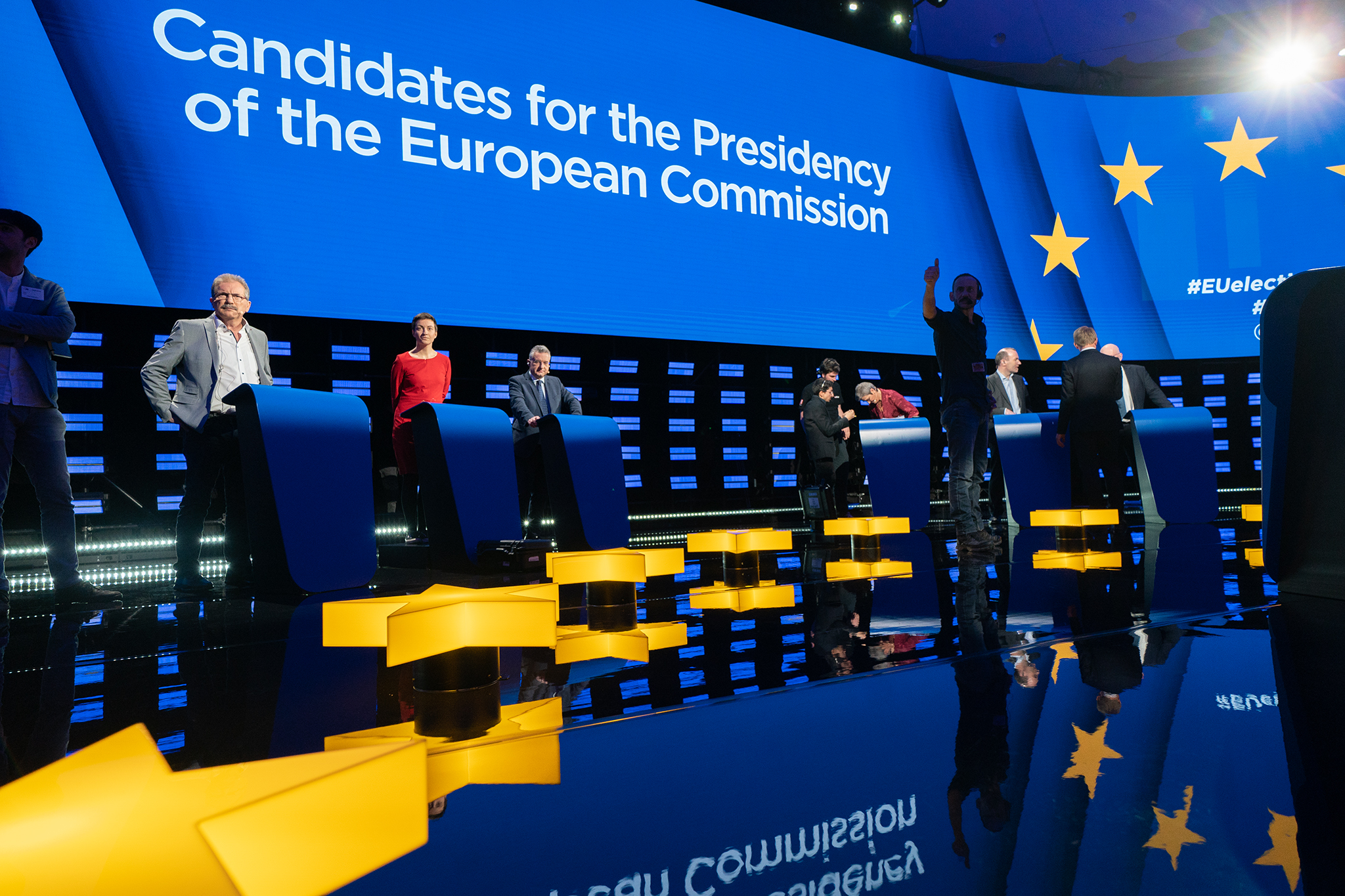
Die Spitzenkandidaten der europäischen Parteienfamilien beim TV-Duell im umgebauten Brüsseler Plenarsaal

Das Europäische Parlament sowie der Präsident der Europäischen Kommission Jean-Claude Juncker sprachen sich vor der Wahl dafür aus, dass der Spitzenkandidat der stärksten Partei beziehungsweise jener Koalition, die eine Mehrheit auf sich vereint, das höchste Amt der EU bekleiden, d. h. Junckers Nachfolger als Präsident der Europäischen Kommission werden solle. Alle größeren parlamentarischen Gruppen stellten Spitzenkandidaten auf.
Der Vertrag von Lissabon sieht für die Besetzung des Postens des Kommissionspräsidenten vor: „Der Europäische Rat schlägt dem Europäischen Parlament nach entsprechenden Konsultationen mit qualifizierter Mehrheit einen Kandidaten für das Amt des Präsidenten der Kommission vor; dabei berücksichtigt er das Ergebnis der Wahlen zum Europäischen Parlament.“ Gewählt wird der Kommissionspräsident vom Europäischen Parlament, welches beim Europäischen Rat vor und nach der Wahl interfraktionell auf die Beibehaltung des Spitzenkandidaten-Prinzips drängte, durch das seinerzeit auch Juncker in sein Amt gelangte. Einen eigenen Kandidaten kann das Parlament nicht auswählen.
Am 2. Juli einigten sich die Regierungen der Mitgliedstaaten darauf, dem Parlament der Europäischen Union die deutsche Bundesministerin der Verteidigung Ursula von der Leyen (CDU) als Präsidentin der EU-Kommission vorzuschlagen. Das „Modell Spitzenkandidat“ spiegelte sich in diesem Vorschlag nicht wider. Vielen Parlamentariern und diversen Politikern in den Nationalstaaten missfiel die Entscheidung für von der Leyen, da die Lösung „nicht demokratisch sei“, denn von der Leyen sei nicht als Spitzenkandidatin aufgestellt gewesen. Das Parlament wählte von der Leyen schließlich am 16. Juli zur Präsidentin der Europäischen Kommission.
|                        |                        |                    |                     |             |              |               |            |                     |
| Manfred Weber          | Frans Timmermans       | Margrethe Vestager | Jan Zahradil        | Ska Keller  | Bas Eickhout | Violeta Tomič | Nico Cué   | Oriol Junqueras     |
|                        |                        |                    |                     |             |              |               |            |                     |
| Christdemokraten (EVP) | Sozialdemokraten (SPE) | Liberale (ALDE)    | Konservative (AKRE) | Grüne (EGP) | Grüne (EGP)  | Linke (EL)    | Linke (EL) | Freie Allianz (EFA) |

## Übersicht über Parteien, Fraktionen und andere Gruppierungen

### Registrierte europäische politische Parteien

#### Europäische Volkspartei
Die Europäische Volkspartei war zum Wahlzeitpunkt die stimmenstärkste Partei im Europaparlament. Der amtierende Kommissionspräsident Jean-Claude Juncker kam aus den Reihen der EVP und hatte angekündigt, nicht für eine weitere Amtszeit zur Verfügung zu stehen. Bewerber für seine Nachfolge waren der finnische Ex-Ministerpräsident und aktuelle Vizepräsident der Europäischen Investitionsbank Alexander Stubb und der EVP-Fraktionsvorsitzende Manfred Weber.
Manfred Weber wurde auf einem Parteitag am 8. November 2018 mit 79,2 Prozent der Stimmen zum EVP-Spitzenkandidaten gewählt. In Deutschland gehören CDU und CSU zur EVP-Parteienfamilie, in Österreich die ÖVP. Bei der Wahl 2019 erreichten CDU/CSU 29 Mandate im Europäischen Parlament, die ÖVP 7.
Die EVP vertritt konservative, christdemokratische und pro-europäische Positionen.

#### Sozialdemokratische Partei Europas
Spitzenkandidat der SPE bzw. der S&D-Fraktion war der amtierende Erste Vizekommissionspräsident Frans Timmermans. Sein einziger Gegenkandidat, Vizekommissionspräsident Maroš Šefčovič, zog Anfang November 2018 seine Kandidatur zurück.
Formal gewählt wurde der Spitzenkandidat auf einem Parteikongress am 7. und 8. Dezember 2018 in Lissabon. In Deutschland tritt die SPD für die S&D an, in Österreich die SPÖ. Bei der Wahl 2019 erreichte die SPD 16 Mandate im Europäischen Parlament, die SPÖ 5.
Die SPE vertritt sozialdemokratische, sozialistische und pro-europäische Positionen.

#### Allianz der Liberalen und Demokraten für Europa
Am 9. November 2018 vereinbarten die Europäische Partei Allianz der Liberalen und Demokraten für Europa (ALDE) und die Partei La République en Marche (LREM) des französischen Präsidenten Emmanuel Macron ein Wahlbündnis zur Europawahl.
Teil der bisherigen ALDE-Fraktion ist außerdem die Europäische Demokratische Partei (EDP), der insbesondere auch Macrons Partnerpartei MoDem angehört. In Deutschland gehört die FDP zur ALDE, in Österreich die NEOS. Bei der Wahl 2019 erreichte die FDP 5 Mandate im Europäischen Parlament und die NEOS eines.
Die ALDE-Partei vertritt liberale Positionen. Sie gehörte traditionell zu den Parteien, die mit am stärksten für ein vereintes Europa eintraten und die Europäische Integration deutlich vertiefen wollten, doch mit der Verbindung zu LREM verlor dieses integrative Profil an Substanz.
Die ALDE-Partei stellte keinen Spitzenkandidaten, sondern folgendes Team Europe auf:
- Margrethe Vestager (Dänemark, EU-Kommissarin, Kandidatin für die Kommissionspräsidentschaft[45])
- Nicola Beer (Deutschland, Spitzenkandidatin FDP)
- Guy Verhofstadt (Belgien, ALDE-Fraktionsvorsitzender, Spitzenkandidat Open VLD)
- Violeta Bulc (Slowenien, EU-Kommissarin)
- Emma Bonino (Italien, ehemalige EU-Kommissarin, Spitzenkandidatin Più Europa)
- Luis Garicano (Spanien, ALDE-Vizepräsident, Spitzenkandidat Ciudadanos)
- Katalin Cseh (Ungarn, Spitzenkandidatin Momentum)

#### Allianz der Konservativen und Reformer in Europa
Die Allianz der Konservativen und Reformer in Europa (AKRE) ist eine konservative, europaskeptische und teils rechtspopulistische Partei. Neben der Europäischen Christlichen Politischen Bewegung (ECPM) trägt sie maßgeblich die EKR-Fraktion. Der Spitzenkandidat der AKRE war ihr Vorsitzender Jan Zahradil (ODS).
Deutsches Mitglied ist die Partei LKR, die bei der Wahl 2019 einen Stimmenanteil von 0,1 % und keine Mandate erreichte. Die Familien-Partei Deutschlands hat eine große Nähe zur EKR und gewann 2019 wie schon 2014 ein Mandat im Europäischen Parlament.

#### Europäische Grüne Partei
Die Europäische Grüne Partei (EGP) bildet neben der Europäischen Freien Allianz den bedeutendsten Teil der Fraktion Die Grünen/Europäische Freie Allianz.
Die EGP tritt traditionell mit zwei Spitzenkandidaten zu Europawahlen an. Ska Keller, die bereits 2014 eine der beiden Spitzenkandidaten war, und der Niederländer Bas Eickhout wurden auf dem 29. Kongress der Europäischen Grünen Partei in Berlin am 24. November 2018 zu den Spitzenkandidaten für die Wahl 2019 gewählt.
In Deutschland treten Bündnis 90/Die Grünen für die EGP an, in Österreich Die Grünen. Bei der Wahl 2019 erreichte Bündnis 90/Die Grünen 21 Mandate im Europäischen Parlament, die Grünen 2.
Die EGP vertritt grüne und linksliberale Positionen. Sie gehört zu den Parteien, die mit am stärksten für ein vereintes Europa eintreten und die Integration der EU deutlich weiterentwickeln möchten.

#### Bewegung für ein Europa der Nationen und der Freiheit
Die Bewegung für ein Europa der Nationen und der Freiheit ist eine rechtspopulistische, nationalkonservative und europaskeptische Partei. Die bisherige ENF-Fraktion will weitere Mitglieder aufnehmen und sich unter neuem Namen neu gründen.
Den Beitritt zur neuen Fraktion hatten neben den bisherigen ENF-Mitgliedern die Alternative für Deutschland (AfD, bisher EFDD-Fraktion), die Dänische Volkspartei und die Wahren Finnen (beide bisher EKR-Fraktion) erklärt. Als inoffizieller Spitzenkandidat der Fraktion galt der Vorsitzende der italienischen Lega, Matteo Salvini. Aus Österreich ist die FPÖ in der Fraktion vertreten.
Ob eine gemeinsame „Rechte Fraktion“ zustande kommt, wie sie Salvini oder auch der AfD-Co-Vorsitzende Jörg Meuthen anstreben, ist bisher unklar.
Weder die polnische PiS (EKR-Fraktion) noch die ungarische Fidesz (EVP-Fraktion), die beide von Salvini umworben wurden, drückten vor der Wahl Sympathien für die Bildung einer „Rechten Fraktion“ aus.
Steve Bannon, ehemaliger Berater des US-Präsidenten Donald Trump, kündigte im Herbst 2018 die Gründung einer rechten Sammlungsbewegung unter dem Namen The Movement an.
Die Bewegung stieß aber auf wenig Resonanz bei den einschlägigen Parteien.
Bei der Wahl 2019 erreichte die AfD 11 Mandate im Europäischen Parlament, die FPÖ 3.

#### Partei der Europäischen Linken
Die Partei der Europäischen Linken, oft kurz Europäische Linke (EL), umfasst 24 Parteien aus 21 Ländern und stellte zum Wahlzeitpunkt 33 der 52 Mitglieder der Fraktion GUE/NGL. Die Mitgliedschaft der EL ist wie die GUE/NGL selbst heterogen. Die slowenische Abgeordnete Violeta Tomič und der belgische Gewerkschafter Nico Cué waren Spitzenkandidaten der Europäischen Linken.
In Deutschland tritt für sie Die Linke an, in Österreich die Liste KPÖ PLUS – European Left – Offene Liste. Bei der Wahl 2019 erreichte die Linke 5 Mandate im Europäischen Parlament, die KPÖ keines.

#### Europäische Freie Allianz
Die Europäische Freie Allianz (EFA) ist eine Vereinigung regionaler Parteien und Parteien nationaler Minderheiten. Ihre zum Wahlzeitpunkt zwölf Abgeordneten teilten sich auf die Grüne/EFA- und die EKR-Fraktion auf. Spitzenkandidat war Oriol Junqueras von der katalanischen ERC. Zum Zeitpunkt seiner Wahl saß er in Spanien in Untersuchungshaft, da ihm wegen „Rebellion“ und Veruntreuung öffentlicher Mittel im Zusammenhang mit dem umstrittenen Unabhängigkeitsreferendum vom 1. Oktober 2017 der Prozess gemacht wird.
In Deutschland gewann das EFA-Mitglied Bayernpartei noch nie ein Mandat im Europäischen Parlament, so auch 2019.

#### Europäische Demokratische Partei
Die Europäische Demokratische Partei (EDP) stellt den kleineren Teil der Angehörigen der ALDE-Fraktion im Europäischen Parlament. Sie steht für zentristische und pro-europäische Positionen und vereint beispielsweise den MoDem aus Frankreich, die Eusko Alderdi Jeltzalea aus dem Baskenland oder die Freien Wähler aus Deutschland. Die EDP präsentierte zur Europawahl 2019 keinen transnationalen Spitzenkandidaten. Bei der Wahl 2019 erreichten die Freien Wähler 2 Mandate im Europäischen Parlament.

#### Europäische Christliche Politische Bewegung
Die Europäische Christliche Politische Bewegung (ECPM) ist eine Vereinigung christlich-konservativer und christlich-fundamentalistischer Parteien. Ihre sechs Abgeordneten gehören der EKR-Fraktion an. In Deutschland trat das ECPM-Mitglied Bündnis C an, in Österreich die CPÖ. Bei der Wahl 2019 gewannen Bündnis C und CPÖ keine Mandate im Europäischen Parlament.

### Nicht registrierte Gruppierungen

#### Europa der Freiheit und der direkten Demokratie
Europa der Freiheit und der direkten Demokratie (EFDD) bildete insofern eine Besonderheit unter den Fraktionen im Europäischen Parlament, als dass die Mitgliedsparteien nicht in einer gemeinsamen registrierten Partei vereinigt waren, nachdem die Alliance for Direct Democracy in Europe 2017 aufgelöst wurde. Die Auflösung der Fraktion nach der Europawahl 2019 galt als sicher; das italienische MoVimento 5 Stelle hatte den Austritt aus der EFDD-Fraktion und die Gründung einer neuen Fraktion angekündigt.

#### Maintenant le Peuple
Im April 2018 veröffentlichten die drei linken Bewegungen bzw. Parteien La France insoumise (FI, Frankreich), Podemos (Spanien) und Bloco de Esquerda (BE, Portugal) die Erklärung von Lissabon. In dieser fordern sie eine „demokratische Revolution in Europa“ und die Überwindung der als „neoliberal“ und „autoritär“ bezeichneten EU-Verträge. Die Alternative dazu solle auf europäischer und notfalls auch auf nationaler Ebene realisiert werden.
Im Juni 2018 bildeten die drei Parteien zusammen mit drei nordischen Linksparteien das Wahlbündnis Maintenant le Peuple (englisch Now the people, deutsch in etwa Jetzt das Volk).
Während BE, EL und Vas. noch Mitglied der Partei der Europäischen Linken sind, beschloss die zu FI gehörende Parti de Gauche am 1. Juli 2018 den Austritt aus der Europäischen Linken. Vor der Wahl waren neun Europaparlamentarier der MLP zuzuordnen. Die Abgeordneten der MLP schlossen sich auch nach der Wahl der GUE/NGL-Fraktion an.

#### European Spring/DiEM25
Die Bewegung Democracy in Europe Movement 2025 (DiEM25) wurde Anfang 2016 vom ehemaligen griechischen Finanzminister Yanis Varoufakis gegründet. DiEM25 verstand sich ursprünglich als europaweites Netzwerk, beschloss im November 2017 jedoch, mit Partnerparteien zur Europawahl anzutreten. DiEM25 bekennt sich zur europäischen Integration, fordert aber eine umfängliche Demokratisierung der EU. Für die Europawahl 2019 gründete DiEM25 das Wahlbündnis European Spring (Europäischer Frühling). Zum Wahlzeitpunkt waren drei Europaparlamentarier dem European Spring zuzuordnen.
Varoufakis war europaweiter Spitzenkandidat der Bewegung und trat in Deutschland auf der Liste Demokratie in Europa – DiEM25 an. Für die Wähler in Nord- und Mitteleuropa spielte das Movement bei der Wahl 2019 allerdings keine Rolle.

#### Europa der direkten Demokratie
Die italienische Fünf-Sterne-Bewegung (M5S, bisher EFDD-Fraktion) plante die Gründung einer neuen Fraktion zusammen mit Kukiz’15 (Polen), Zivi Zid (Kroatien) und Liike Nyt (Finnland).
Auch die Beteiligung der französischen Gelbwestenbewegung an der neuen Fraktion ist von M5S-Parteichef Luigi Di Maio angedacht.
Die Fraktion sollte den Namen „Europa der direkten Demokratie“ tragen.
Außer M5S und Živi Zid erreichte keine der genannten Gruppierungen ein Mandat bei den Wahlen.

#### Initiative kommunistischer und Arbeiterparteien
Die Initiative kommunistischer und Arbeiterparteien zur Erforschung und Ausarbeitung europäischer Themen und zur Koordinierung ihrer Aktivitäten wurde 2013 auf Initiative der Kommunistischen Partei Griechenlands (KKE) gegründet. Die KKE, die als einziges Mitglied der Initiative Mandate im Europaparlament hat, verließ nach der Wahl 2014 die GUE/NGL-Fraktion.

#### Volt Europa
Volt gründete sich 2017 als Reaktion auf zunehmenden Populismus und den Brexit als proeuropäische Bürgerbewegung, die ein geeintes föderales Europa anstrebt. Die Bewegung trat mit einem gemeinsamen Programm in 8 Ländern an, nachdem sie in einigen weiteren an den Antrittshürden scheiterte und nicht zur Wahl zugelassen wurde. In Deutschland zog der Gründer Damian Boeselager für die Gruppe ins Europaparlament ein.

#### Kleinere nicht registrierte Parteien und Gruppierungen
Folgende nicht registrierte Parteien und Parteienbündnisse traten an (alphabetisch sortiert, in Klammern Mandate vor der Wahl):
- Allianz der Europäischen nationalen Bewegungen (AENM; 3 MdEP; fraktionslos bzw. EFDD)
- Allianz für Frieden und Freiheit (APF; 2 MdEP; fraktionslos)
- Animal Politics EU (1 MdEP; GUE/NGL-Fraktion)[64]
- Europa – Demokratie – Esperanto (E–D–E)[65]
- Europäische Föderalistische Partei
- Europäische Piratenpartei (PPEU; 1 MdEP; Grüne/EFA-Fraktion)[66]
- Feminists United Network Europe (FUN Europe)[67]

Bei der Wahl 2019 erreichten die Partei Mensch Umwelt Tierschutz (Animal Politics EU), die Piratenpartei Deutschland (PPEU) und Volt Deutschland (Volt) jeweils ein Mandat im Europäischen Parlament.

### Nationale Parteien ohne europäische Parteienfamilie
Bei Europawahlen können die Wahlberechtigten nicht nur unter Parteien auswählen, die einer europäischen Partei beziehungsweise einem europäischen Bündnis angehören, sondern auch andere in den einzelnen Ländern antretende nationale Parteien und unabhängige Bewerber ohne Verbindung zu europäischen Parteien bzw. Fraktionen wählen. Die nationalen Parteien finden sich in Artikeln zu den nationalen Wahlen. Bei der Europawahl 2019 in Deutschland waren zwei Parteien ohne europäische Parteienfamilie erfolgreich. Die Partei mit dem Apronym PARTEI erreichte zwei Mandate und die ÖDP eines.

## Prognosen
Für die Europawahl wurden keine europaweiten Umfragen erstellt. Verschiedene Institute und Seiten bildeten basierend auf nationalen Umfragen eine Projektion der Sitzverteilung im Anschluss an die Wahl 2019. Die Projektionen bezogen sich in der Regel auf die bestehenden Fraktionen und berücksichtigten noch keine möglichen Auflösungen oder Neugründungen von Fraktionen. (Eine Ausnahme bildete das „dynamische Szenario“ der Projektionen von „Der (europäische) Föderalist“, dem bestimmte Annahmen über die Neuformierung der Fraktionen zugrunde lagen. Zahlen in kursiv bezeichnen Werte, die nicht für die Bildung einer Fraktion ausreichen).
Seit Mai 2017 wurden die Prognosen (unter Berücksichtigung des Austritts des Vereinigten Königreichs) veröffentlicht. Durch den Brexit wird die Gesamtsitzzahl im neuen Parlament auf 705 reduziert. Aufgrund jüngerer politischer Entwicklungen boten auch einige Organisationen ein „Mit-UK“-Szenario an. Am 10. April 2019 beschloss der Europäische Rat, die Brexit-Deadline auf den 31. Oktober 2019 zu verschieben. Das Vereinigte Königreich nahm daher an der Europawahl 2019 teil.
| Datum                        | Quelle                                                        | GUE/ NGL | G/EFA | S&D | ALDE ° | EVP | EKR | EFDD                        | ENF                          | Rechts- populisten § | Links- populisten § | Moderate §              | Fraktionslos | Weitere * |
| Scheidendes Parlament        | Scheidendes Parlament                                         | 52       | 52    | 187 | 69     | 216 | 77  | 42                          | 36                           | –                    | –                   | –                       | 20           |           |
| ---------------------------- | ------------------------------------------------------------- | -------- | ----- | --- | ------ | --- | --- | --------------------------- | ---------------------------- | -------------------- | ------------------- | ----------------------- | ------------ | --------- |
| 19.05.2019                   | EuropeanElectionsStats.eu (mit UK; mit neuen Gruppen)         | 50       | 58    | 151 | 73 &   | 177 | 52  | 19 (potenzielle M5S-Gruppe) | 74 (potenzielle EAPN-Gruppe) | 50                   | 2                   | 45 (davon 20 En Marche) | –            | –         |
| 19.05.2019                   | EuropeanElectionsStats.eu (ohne UK; mit neuen Gruppen)        | 49       | 49    | 140 | 66 &   | 184 | 46  | 21 (potenzielle M5S-Gruppe) | 78 (potenzielle EAPN-Gruppe) | 25                   | 2                   | 45 (davon 22 En Marche) | –            | –         |
| 14.05.2019                   | EuropeanElectionsStats.eu (mit UK; mit neuen Gruppen)         | 48       | 57    | 147 | 76 &   | 183 | 52  | 19 (potenzielle M5S-Gruppe) | 73 (potenzielle EAPN-Gruppe) | 47                   | 2                   | 47 (davon 21 En Marche) | –            | –         |
| 14.05.2019                   | EuropeanElectionsStats.eu (ohne UK; mit neuen Gruppen)        | 49       | 49    | 137 | 69 &   | 191 | 43  | 21 (potenzielle M5S-Gruppe) | 76 (potenzielle EAPN-Gruppe) | 23                   | 2                   | 45 (davon 22 En Marche) | –            | –         |
| 09.05.2019                   | Der (europäische) Föderalist („dynamisches Szenario mit UK“)  | 52       | 60    | 155 | 102    | 166 | 89  | –                           | 98                           | –                    | –                   | –                       | 29           | –         |
| 09.05.2019                   | Der (europäische) Föderalist („Basisszenario mit UK“)         | 52       | 54    | 155 | 97     | 175 | 64  | 20                          | 75                           | –                    | –                   | –                       | 16           | 43        |
| 09.05.2019                   | Der (europäische) Föderalist („dynamisches Szenario ohne UK“) | 54       | 51    | 141 | 100    | 171 | 77  | –                           | 102                          | –                    | –                   | –                       | 9            | –         |
| 09.05.2019                   | Der (europäische) Föderalist („Basisszenario ohne UK“)        | 54       | 45    | 141 | 95     | 183 | 51  | 1                           | 79                           | –                    | –                   | –                       | 15           | 40        |
| Zusammensetzung 1. Juli 2014 | Zusammensetzung 1. Juli 2014                                  | 52       | 50    | 191 | 67     | 221 | 70  | 48                          | 37 #                         | (12) §               | (3) §               | –                       | 15           | –         |

| \| Datum \| Quelle \| GUE/ NGL \| G/EFA \| S&D \| ALDE ° \| EVP \| EKR \| EFDD \| ENF \| Rechts- populisten § \| Links- populisten § \| Moderate § \| Fraktionslos \| Weitere * \| \| Scheidendes Parlament \| Scheidendes Parlament \| 52 \| 52 \| 187 \| 69 \| 216 \| 77 \| 42 \| 36 \| – \| – \| – \| 20 \| – \| \| ---------------------------- \| ----------------------------------------------------- \| -------- \| ----- \| --- \| -------------------------- \| --- \| ---- \| ---- \| ----- \| -------------------- \| ------------------- \| ---------- \| ------------ \| --------- \| \| 16.04.2019 \| EuropeanElectionsStats.eu (mit UK) \| 48 \| 57 \| 148 \| 73 & \| 177 \| 58 \| 40 \| 63 \| 35 \| 3 \| 49 \| – \| – \| \| 16.04.2019 \| EuropeanElectionsStats.eu (ohne UK) \| 51 \| 50 \| 132 \| 67 & \| 185 \| 47 \| 27 \| 57 \| 39 \| 3 \| 47 \| – \| – \| \| 14.03.2019 \| eu19.eu \| 51 \| 47 \| 143 \| 101 \| 178 \| 58 \| 24 ö \| 83 \| – \| – \| – \| – \| 20 \| \| 07.03.2019 \| EuropeanElectionsStats.eu \| 50 \| 42 \| 143 \| 68 & \| 183 \| 45 \| 34 \| 59 \| 41 \| 3 \| 37 \| – \| – \| \| 06.03.2019 \| Der (europäische) Föderalist („dynamisches Szenario“) \| 47 \| 54 \| 140 \| 115 \| 165 \| 94 \| – \| 80 \| – \| – \| – \| 10 \| – \| \| 06.03.2019 \| Der (europäische) Föderalist („Basisszenario“) \| 47 \| 53 \| 140 \| 109 \| 173 \| 58 \| 11 \| 59 \| – \| – \| – \| 10 \| 45 \| \| 04.03.2019 \| EU19.eu \| 52 \| 47 \| 141 \| 94 \| 185 \| 59 \| 25 ö \| 83 \| – \| – \| – \| – \| 19 \| \| 26.02.2019 \| EU19.eu \| 51 \| 54 \| 144 \| 99 \| 173 \| 59 \| 26 ö \| 83 \| – \| – \| – \| – \| 21 \| \| 24.02.2019 \| EuropeanElectionsStats.eu \| 50 \| 43 \| 139 \| 68 & \| 185 \| 46 \| 34 \| 59 \| 40 \| 3 \| 38 \| – \| – \| \| 07.01.2019 \| Der (europäische) Föderalist („dynamisches Szenario“) \| 57 \| 50 \| 130 \| 95 \| 185 \| 91 z \| – \| 86 \| – \| – \| – \| 11 \| – \| \| 07.01.2019 \| Der (europäische) Föderalist („Basisszenario“) \| 57 \| 49 \| 130 \| 90 \| 181 \| 58 \| 14 x \| 63 \| – \| – \| – \| 11 \| 52 \| \| 29.11.2018 \| EuropeanElectionsStats.eu \| 56 \| 42 \| 140 \| 76 & \| 186 \| 43 \| 35 \| 56 \| 36 \| 3 \| 32 \| – \| – \| \| 13.11.2018 \| Der (europäische) Föderalist („dynamisches Szenario“) \| 57 \| 48 \| 137 \| 100 \| 184 \| 64 \| – \| 105 y \| – \| – \| – \| 10 \| – \| \| 13.11.2018 \| Der (europäische) Föderalist („Basisszenario“) \| 56 \| 47 \| 137 \| 93 \| 182 \| 49 \| 21 x \| 62 \| – \| – \| – \| 10 \| 48 \| \| 12.11.2018 \| Europe Elects \| 60 \| 45 \| 136 \| 98 \| 172 \| 54 \| 48 \| 61 \| – \| – \| – \| 10 \| 21 \| \| 28.10.2018 \| EuropeanElectionsStats.eu \| 58 \| 40 \| 136 \| 77 & \| 186 \| 42 \| 38 \| 53 \| 38 \| 3 \| 34 \| – \| – \| \| 10.10.2018 \| EuropeanElectionsStats.eu \| 59 \| 39 \| 140 \| 74 & \| 184 \| 43 \| 40 \| 53 \| 37 \| 3 \| 33 \| – \| – \| \| 18.09.2018 \| Der (europäische) Föderalist („dynamisches Szenario“) \| 61 \| 42 \| 140 \| 55 (En Marche) + 49 (ALDE) \| 178 \| 90 \| – \| 80 \| – \| – \| – \| 10 \| – \| \| 18.09.2018 \| Der (europäische) Föderalist („Basisszenario“) \| 60 \| 42 \| 140 \| 95 \| 178 \| 50 \| 21 x \| 59 \| – \| – \| – \| 10 \| 50 \| \| 05.09.2018 \| EuropeanElectionsStats.eu \| 56 \| 34 \| 140 \| 75 & \| 185 \| 44 \| 38 \| 53 \| 40 \| 4 \| 35 \| – \| – \| \| 13.08.2018 \| Europe Elects \| 60 \| 36 \| 137 \| 104 \| 179 \| 50 \| 49 \| 55 \| – \| – \| – \| 10 \| 25 \| \| 23.07.2018 \| Der (europäische) Föderalist („dynamisches Szenario“) \| 58 \| 38 \| 145 \| 56 (En Marche) + 53 (ALDE) \| 177 \| 90 \| – \| 78 \| – \| – \| – \| 10 \| – \| \| 23.07.2018 \| Der (europäische) Föderalist („Basisszenario“) \| 57 \| 38 \| 145 \| 102 \| 177 \| 50 \| 22 x \| 56 \| – \| – \| – \| 10 \| 48 \| \| 06.07.2018 \| Europe Elects \| 58 \| 34 \| 141 \| 110 \| 185 \| 44 \| 49 \| 52 \| – \| – \| – \| 9 \| 23 \| \| 31.05.2018 \| Der (europäische) Föderalist \| 55 \| 37 \| 137 \| 103 \| 178 \| 43 \| 23 x \| 46 \| – \| – \| – \| 12 \| 44 \| \| 18.05.2018 \| Europe Elects \| 61 \| 32 \| 141 \| 112 \| 179 \| 42 \| 58 \| 47 \| – \| – \| – \| 12 \| 21 \| \| 18.04.2018 \| Europe Elects \| 60 \| 33 \| 143 \| 112 \| 180 \| 42 \| 58 \| 46 \| – \| – \| – \| 9 \| 22 \| \| 05.04.2018 \| Der (europäische) Föderalist \| 58 \| 33 \| 137 \| 104 \| 180 \| 41 \| 23 x \| 44 \| – \| – \| – \| 12 \| 46 \| \| 05.02.2018 \| Der (europäische) Föderalist \| 65 \| 33 \| 142 \| 102 \| 179 \| 47 \| 42 \| 41 \| – \| – \| – \| 11 \| 16 \| \| 15.12.2017 \| Der (europäische) Föderalist \| 56 \| 30 \| 142 \| 109 \| 196 \| 45 \| 37 \| 36 \| – \| – \| – \| 9 \| 18 \| \| 16.10.2017 \| Der (europäische) Föderalist \| 55 \| 28 \| 150 \| 106 \| 192 \| 45 \| 38 \| 37 \| – \| – \| – \| 12 \| 15 \| \| 23.08.2017 \| Der (europäische) Föderalist \| 57 \| 24 \| 149 \| 108 \| 196 \| 42 \| 29 \| 44 \| – \| – \| – \| 12 \| 17 \| \| 28.06.2017 \| Der (europäische) Föderalist \| 55 \| 23 \| 155 \| 109 \| 201 \| 38 \| 28 \| 42 \| – \| – \| – \| 11 \| 16 \| \| 04.05.2017 \| Der (europäische) Föderalist \| 46 \| 28 \| 170 \| 82 \| 198 \| 35 \| 27 \| 59 \| – \| – \| – \| 12 \| 21 \| \| Zusammensetzung 1. Juli 2014 \| Zusammensetzung 1. Juli 2014 \| 52 \| 50 \| 191 \| 67 \| 221 \| 70 \| 48 \| 37 # \| (12) § \| (3) § \| – \| 15 \| – \| |                                                       |          |       |     |                            |     |      |      |       |                      |                     |            |              |           |
| Datum | Quelle                                                | GUE/ NGL | G/EFA | S&D | ALDE °                     | EVP | EKR  | EFDD | ENF   | Rechts- populisten § | Links- populisten § | Moderate § | Fraktionslos | Weitere * |
| Scheidendes Parlament | Scheidendes Parlament                                 | 52       | 52    | 187 | 69                         | 216 | 77   | 42   | 36    | –                    | –                   | –          | 20           | –         |
| 16.04.2019 | EuropeanElectionsStats.eu (mit UK)                    | 48       | 57    | 148 | 73 &                       | 177 | 58   | 40   | 63    | 35                   | 3                   | 49         | –            | –         |
| 16.04.2019 | EuropeanElectionsStats.eu (ohne UK)                   | 51       | 50    | 132 | 67 &                       | 185 | 47   | 27   | 57    | 39                   | 3                   | 47         | –            | –         |
| 14.03.2019 | eu19.eu                                               | 51       | 47    | 143 | 101                        | 178 | 58   | 24 ö | 83    | –                    | –                   | –          | –            | 20        |
| 07.03.2019 | EuropeanElectionsStats.eu                             | 50       | 42    | 143 | 68 &                       | 183 | 45   | 34   | 59    | 41                   | 3                   | 37         | –            | –         |
| 06.03.2019 | Der (europäische) Föderalist („dynamisches Szenario“) | 47       | 54    | 140 | 115                        | 165 | 94   | –    | 80    | –                    | –                   | –          | 10           | –         |
| 06.03.2019 | Der (europäische) Föderalist („Basisszenario“)        | 47       | 53    | 140 | 109                        | 173 | 58   | 11   | 59    | –                    | –                   | –          | 10           | 45        |
| 04.03.2019 | EU19.eu                                               | 52       | 47    | 141 | 94                         | 185 | 59   | 25 ö | 83    | –                    | –                   | –          | –            | 19        |
| 26.02.2019 | EU19.eu                                               | 51       | 54    | 144 | 99                         | 173 | 59   | 26 ö | 83    | –                    | –                   | –          | –            | 21        |
| 24.02.2019 | EuropeanElectionsStats.eu                             | 50       | 43    | 139 | 68 &                       | 185 | 46   | 34   | 59    | 40                   | 3                   | 38         | –            | –         |
| 07.01.2019 | Der (europäische) Föderalist („dynamisches Szenario“) | 57       | 50    | 130 | 95                         | 185 | 91 z | –    | 86    | –                    | –                   | –          | 11           | –         |
| 07.01.2019 | Der (europäische) Föderalist („Basisszenario“)        | 57       | 49    | 130 | 90                         | 181 | 58   | 14 x | 63    | –                    | –                   | –          | 11           | 52        |
| 29.11.2018 | EuropeanElectionsStats.eu                             | 56       | 42    | 140 | 76 &                       | 186 | 43   | 35   | 56    | 36                   | 3                   | 32         | –            | –         |
| 13.11.2018 | Der (europäische) Föderalist („dynamisches Szenario“) | 57       | 48    | 137 | 100                        | 184 | 64   | –    | 105 y | –                    | –                   | –          | 10           | –         |
| 13.11.2018 | Der (europäische) Föderalist („Basisszenario“)        | 56       | 47    | 137 | 93                         | 182 | 49   | 21 x | 62    | –                    | –                   | –          | 10           | 48        |
| 12.11.2018 | Europe Elects                                         | 60       | 45    | 136 | 98                         | 172 | 54   | 48   | 61    | –                    | –                   | –          | 10           | 21        |
| 28.10.2018 | EuropeanElectionsStats.eu                             | 58       | 40    | 136 | 77 &                       | 186 | 42   | 38   | 53    | 38                   | 3                   | 34         | –            | –         |
| 10.10.2018 | EuropeanElectionsStats.eu                             | 59       | 39    | 140 | 74 &                       | 184 | 43   | 40   | 53    | 37                   | 3                   | 33         | –            | –         |
| 18.09.2018 | Der (europäische) Föderalist („dynamisches Szenario“) | 61       | 42    | 140 | 55 (En Marche) + 49 (ALDE) | 178 | 90   | –    | 80    | –                    | –                   | –          | 10           | –         |
| 18.09.2018 | Der (europäische) Föderalist („Basisszenario“)        | 60       | 42    | 140 | 95                         | 178 | 50   | 21 x | 59    | –                    | –                   | –          | 10           | 50        |
| 05.09.2018 | EuropeanElectionsStats.eu                             | 56       | 34    | 140 | 75 &                       | 185 | 44   | 38   | 53    | 40                   | 4                   | 35         | –            | –         |
| 13.08.2018 | Europe Elects                                         | 60       | 36    | 137 | 104                        | 179 | 50   | 49   | 55    | –                    | –                   | –          | 10           | 25        |
| 23.07.2018 | Der (europäische) Föderalist („dynamisches Szenario“) | 58       | 38    | 145 | 56 (En Marche) + 53 (ALDE) | 177 | 90   | –    | 78    | –                    | –                   | –          | 10           | –         |
| 23.07.2018 | Der (europäische) Föderalist („Basisszenario“)        | 57       | 38    | 145 | 102                        | 177 | 50   | 22 x | 56    | –                    | –                   | –          | 10           | 48        |
| 06.07.2018 | Europe Elects                                         | 58       | 34    | 141 | 110                        | 185 | 44   | 49   | 52    | –                    | –                   | –          | 9            | 23        |
| 31.05.2018 | Der (europäische) Föderalist                          | 55       | 37    | 137 | 103                        | 178 | 43   | 23 x | 46    | –                    | –                   | –          | 12           | 44        |
| 18.05.2018 | Europe Elects                                         | 61       | 32    | 141 | 112                        | 179 | 42   | 58   | 47    | –                    | –                   | –          | 12           | 21        |
| 18.04.2018 | Europe Elects                                         | 60       | 33    | 143 | 112                        | 180 | 42   | 58   | 46    | –                    | –                   | –          | 9            | 22        |
| 05.04.2018 | Der (europäische) Föderalist                          | 58       | 33    | 137 | 104                        | 180 | 41   | 23 x | 44    | –                    | –                   | –          | 12           | 46        |
| 05.02.2018 | Der (europäische) Föderalist                          | 65       | 33    | 142 | 102                        | 179 | 47   | 42   | 41    | –                    | –                   | –          | 11           | 16        |
| 15.12.2017 | Der (europäische) Föderalist                          | 56       | 30    | 142 | 109                        | 196 | 45   | 37   | 36    | –                    | –                   | –          | 9            | 18        |
| 16.10.2017 | Der (europäische) Föderalist                          | 55       | 28    | 150 | 106                        | 192 | 45   | 38   | 37    | –                    | –                   | –          | 12           | 15        |
| 23.08.2017 | Der (europäische) Föderalist                          | 57       | 24    | 149 | 108                        | 196 | 42   | 29   | 44    | –                    | –                   | –          | 12           | 17        |
| 28.06.2017 | Der (europäische) Föderalist                          | 55       | 23    | 155 | 109                        | 201 | 38   | 28   | 42    | –                    | –                   | –          | 11           | 16        |
| 04.05.2017 | Der (europäische) Föderalist                          | 46       | 28    | 170 | 82                         | 198 | 35   | 27   | 59    | –                    | –                   | –          | 12           | 21        |
| Zusammensetzung 1. Juli 2014 | Zusammensetzung 1. Juli 2014                          | 52       | 50    | 191 | 67                         | 221 | 70   | 48   | 37 #  | (12) §               | (3) §               | –          | 15           | –         |

| \| Datum \| Quelle \| GUE/NGL \| G/EFA \| S&D \| ALDE \| EVP \| EKR \| EFDD \| ENF + \| fʼlos \| Weitere * \| \| ---------------------------- \| ---------------------------- \| ------- \| ----- \| --- \| ---- \| --- \| --- \| ---- \| ----- \| ----- \| --------- \| \| 14.06.2017 \| Europeanmeter \| 61 \| 29 \| 189 \| 102 \| 199 \| 71 \| 29 \| 44 \| 27 \| – \| \| 04.05.2017 \| Eu.Föderalist \| 47 \| 35 \| 186 \| 88 \| 198 \| 68 \| 36 \| 59 \| 13 \| 21 \| \| 29.03.2017 \| Europeanmeter \| 58 \| 29 \| 188 \| 75 \| 188 \| 74 \| 40 \| 48 \| 51 \| – \| \| 06.03.2017 \| Eu.Föderalist \| 50 \| 35 \| 182 \| 80 \| 191 \| 69 \| 48 \| 60 \| 14 \| 22 \| \| 01.03.2017 \| Europeanmeter \| 54 \| 31 \| 185 \| 85 \| 174 \| 81 \| 42 \| 51 \| 48 \| – \| \| 17.01.2017 \| Eu.Föderalist \| 48 \| 40 \| 180 \| 82 \| 191 \| 63 \| 48 \| 68 \| 14 \| 17 \| \| 07.01.2017 \| Europeanmeter \| 63 \| 28 \| 170 \| 82 \| 189 \| 71 \| 38 \| 60 \| 49 \| – \| \| 01.12.2016 \| Europeanmeter \| 57 \| 35 \| 176 \| 81 \| 195 \| 72 \| 38 \| 57 \| 42 \| – \| \| 16.11.2016 \| Eu.Föderalist \| 48 \| 38 \| 182 \| 91 \| 194 \| 65 \| 47 \| 61 \| 13 \| 12 \| \| 31.10.2016 \| Europeanmeter \| 71 \| 30 \| 171 \| 75 \| 191 \| 73 \| 41 \| 61 \| 38 \| – \| \| 01.10.2016 \| Europeanmeter \| 57 \| 31 \| 179 \| 82 \| 194 \| 71 \| 42 \| 64 \| 31 \| – \| \| 13.09.2016 \| Eu.Föderalist \| 47 \| 38 \| 181 \| 91 \| 189 \| 62 \| 53 \| 63 \| 14 \| 13 \| \| 01.09.2016 \| Europeanmeter \| 59 \| 32 \| 176 \| 86 \| 189 \| 74 \| 40 \| 54 \| 32 \| – \| \| 15.08.2016 \| Europeanmeter \| 58 \| 32 \| 184 \| 86 \| 191 \| 72 \| 40 \| 60 \| 21 \| – \| \| 28.07.2016 \| Eu.Föderalist \| 48 \| 39 \| 185 \| 90 \| 192 \| 59 \| 54 \| 61 \| 13 \| 10 \| \| 13.07.2016 \| Europeanmeter \| 57 \| 31 \| 187 \| 92 \| 202 \| 67 \| 36 \| 58 \| 21 \| – \| \| 23.06.2016 \| Europeanmeter \| 61 \| 32 \| 179 \| 88 \| 183 \| 74 \| 46 \| 61 \| 27 \| – \| \| 01.06.2016 \| Europeanmeter \| 59 \| 35 \| 177 \| 83 \| 186 \| 76 \| 63 \| 45 \| 27 \| – \| \| 26.05.2016 \| Eu.Föderalist \| 55 \| 40 \| 174 \| 85 \| 187 \| 63 \| 51 \| 70 \| 14 \| 12 \| \| 01.05.2016 \| Europeanmeter \| 66 \| 27 \| 178 \| 89 \| 187 \| 69 \| 56 \| 49 \| 23 \| – \| \| 06.04.2016 \| Eu.Föderalist \| 52 \| 37 \| 179 \| 85 \| 192 \| 72 \| 50 \| 53 \| 15 \| 16 \| \| 02.04.2016 \| Europeanmeter \| 58 \| 30 \| 177 \| 87 \| 205 \| 84 \| 37 \| 48 \| 25 \| – \| \| 01.03.2016 \| Europeanmeter \| 65 \| 27 \| 183 \| 99 \| 186 \| 81 \| 37 \| 48 \| 25 \| – \| \| 01.02.2016 \| Eu.Föderalist \| 51 \| 34 \| 183 \| 82 \| 196 \| 70 \| 51 \| 55 \| 12 \| 17 \| \| 01.02.2016 \| Europeanmeter \| 69 \| 27 \| 186 \| 79 \| 191 \| 86 \| 39 \| 51 \| 23 \| – \| \| 04.01.2016 \| Europeanmeter \| 66 \| 28 \| 187 \| 95 \| 194 \| 76 \| 37 \| 48 \| 20 \| – \| \| 16.12.2015 \| Eu.Föderalist \| 52 \| 33 \| 185 \| 87 \| 192 \| 68 \| 52 \| 53 \| 12 \| 17 \| \| 02.12.2015 \| Europeanmeter \| 61 \| 33 \| 186 \| 82 \| 197 \| 91 \| 37 \| 47 \| 17 \| – \| \| 30.10.2015 \| Europeanmeter \| 61 \| 31 \| 203 \| 75 \| 197 \| 88 \| 42 \| 42 \| 12 \| – \| \| 17.10.2015 \| Eu.Föderalist \| 51 \| 33 \| 193 \| 75 \| 204 \| 66 \| 51 \| 54 \| 12 \| 12 \| \| 21.08.2015 \| Eu.Föderalist \| 56 \| 35 \| 190 \| 74 \| 204 \| 70 \| 47 \| 49 \| 11 \| 15 \| \| 30.06.2015 \| Eu.Föderalist \| 61 \| 34 \| 188 \| 73 \| 205 \| 69 \| 43 \| 47 \| 11 \| 20 \| \| 03.05.2015 \| Eu.Föderalist \| 60 \| 32 \| 193 \| 80 \| 205 \| 62 \| 44 \| 51 \| 15 \| 09 \| \| 10.03.2015 \| Eu.Föderalist \| 60 \| 31 \| 196 \| 77 \| 216 \| 60 \| 43 \| 49 \| 12 \| 07 \| \| 12.01.2015 \| Eu.Föderalist \| 65 \| 40 \| 190 \| 70 \| 212 \| 59 \| 47 \| 43 \| 17 \| 08 \| \| 18.11.2014 \| Eu.Föderalist \| 60 \| 42 \| 195 \| 69 \| 212 \| 59 \| 47 \| 43 \| 16 \| 08 \| \| 23.09.2014 \| Eu.Föderalist \| 53 \| 39 \| 196 \| 67 \| 223 \| 61 \| 47 \| 40 \| 15 \| 10 \| \| 28.07.2014 \| Eu.Föderalist \| 56 \| 47 \| 191 \| 75 \| 215 \| 66 \| 44 \| 40 \| 13 \| 04 \| \| Zusammensetzung 1. Juli 2014 \| Zusammensetzung 1. Juli 2014 \| 52 \| 50 \| 191 \| 67 \| 221 \| 70 \| 48 \| 37 # \| 15 \| – \| |                              |         |       |     |      |     |     |      |       |       |           |
| Datum | Quelle                       | GUE/NGL | G/EFA | S&D | ALDE | EVP | EKR | EFDD | ENF + | fʼlos | Weitere * |
| 14.06.2017 | Europeanmeter                | 61      | 29    | 189 | 102  | 199 | 71  | 29   | 44    | 27    | –         |
| 04.05.2017 | Eu.Föderalist                | 47      | 35    | 186 | 88   | 198 | 68  | 36   | 59    | 13    | 21        |
| 29.03.2017 | Europeanmeter                | 58      | 29    | 188 | 75   | 188 | 74  | 40   | 48    | 51    | –         |
| 06.03.2017 | Eu.Föderalist                | 50      | 35    | 182 | 80   | 191 | 69  | 48   | 60    | 14    | 22        |
| 01.03.2017 | Europeanmeter                | 54      | 31    | 185 | 85   | 174 | 81  | 42   | 51    | 48    | –         |
| 17.01.2017 | Eu.Föderalist                | 48      | 40    | 180 | 82   | 191 | 63  | 48   | 68    | 14    | 17        |
| 07.01.2017 | Europeanmeter                | 63      | 28    | 170 | 82   | 189 | 71  | 38   | 60    | 49    | –         |
| 01.12.2016 | Europeanmeter                | 57      | 35    | 176 | 81   | 195 | 72  | 38   | 57    | 42    | –         |
| 16.11.2016 | Eu.Föderalist                | 48      | 38    | 182 | 91   | 194 | 65  | 47   | 61    | 13    | 12        |
| 31.10.2016 | Europeanmeter                | 71      | 30    | 171 | 75   | 191 | 73  | 41   | 61    | 38    | –         |
| 01.10.2016 | Europeanmeter                | 57      | 31    | 179 | 82   | 194 | 71  | 42   | 64    | 31    | –         |
| 13.09.2016 | Eu.Föderalist                | 47      | 38    | 181 | 91   | 189 | 62  | 53   | 63    | 14    | 13        |
| 01.09.2016 | Europeanmeter                | 59      | 32    | 176 | 86   | 189 | 74  | 40   | 54    | 32    | –         |
| 15.08.2016 | Europeanmeter                | 58      | 32    | 184 | 86   | 191 | 72  | 40   | 60    | 21    | –         |
| 28.07.2016 | Eu.Föderalist                | 48      | 39    | 185 | 90   | 192 | 59  | 54   | 61    | 13    | 10        |
| 13.07.2016 | Europeanmeter                | 57      | 31    | 187 | 92   | 202 | 67  | 36   | 58    | 21    | –         |
| 23.06.2016 | Europeanmeter                | 61      | 32    | 179 | 88   | 183 | 74  | 46   | 61    | 27    | –         |
| 01.06.2016 | Europeanmeter                | 59      | 35    | 177 | 83   | 186 | 76  | 63   | 45    | 27    | –         |
| 26.05.2016 | Eu.Föderalist                | 55      | 40    | 174 | 85   | 187 | 63  | 51   | 70    | 14    | 12        |
| 01.05.2016 | Europeanmeter                | 66      | 27    | 178 | 89   | 187 | 69  | 56   | 49    | 23    | –         |
| 06.04.2016 | Eu.Föderalist                | 52      | 37    | 179 | 85   | 192 | 72  | 50   | 53    | 15    | 16        |
| 02.04.2016 | Europeanmeter                | 58      | 30    | 177 | 87   | 205 | 84  | 37   | 48    | 25    | –         |
| 01.03.2016 | Europeanmeter                | 65      | 27    | 183 | 99   | 186 | 81  | 37   | 48    | 25    | –         |
| 01.02.2016 | Eu.Föderalist                | 51      | 34    | 183 | 82   | 196 | 70  | 51   | 55    | 12    | 17        |
| 01.02.2016 | Europeanmeter                | 69      | 27    | 186 | 79   | 191 | 86  | 39   | 51    | 23    | –         |
| 04.01.2016 | Europeanmeter                | 66      | 28    | 187 | 95   | 194 | 76  | 37   | 48    | 20    | –         |
| 16.12.2015 | Eu.Föderalist                | 52      | 33    | 185 | 87   | 192 | 68  | 52   | 53    | 12    | 17        |
| 02.12.2015 | Europeanmeter                | 61      | 33    | 186 | 82   | 197 | 91  | 37   | 47    | 17    | –         |
| 30.10.2015 | Europeanmeter                | 61      | 31    | 203 | 75   | 197 | 88  | 42   | 42    | 12    | –         |
| 17.10.2015 | Eu.Föderalist                | 51      | 33    | 193 | 75   | 204 | 66  | 51   | 54    | 12    | 12        |
| 21.08.2015 | Eu.Föderalist                | 56      | 35    | 190 | 74   | 204 | 70  | 47   | 49    | 11    | 15        |
| 30.06.2015 | Eu.Föderalist                | 61      | 34    | 188 | 73   | 205 | 69  | 43   | 47    | 11    | 20        |
| 03.05.2015 | Eu.Föderalist                | 60      | 32    | 193 | 80   | 205 | 62  | 44   | 51    | 15    | 09        |
| 10.03.2015 | Eu.Föderalist                | 60      | 31    | 196 | 77   | 216 | 60  | 43   | 49    | 12    | 07        |
| 12.01.2015 | Eu.Föderalist                | 65      | 40    | 190 | 70   | 212 | 59  | 47   | 43    | 17    | 08        |
| 18.11.2014 | Eu.Föderalist                | 60      | 42    | 195 | 69   | 212 | 59  | 47   | 43    | 16    | 08        |
| 23.09.2014 | Eu.Föderalist                | 53      | 39    | 196 | 67   | 223 | 61  | 47   | 40    | 15    | 10        |
| 28.07.2014 | Eu.Föderalist                | 56      | 47    | 191 | 75   | 215 | 66  | 44   | 40    | 13    | 04        |
| Zusammensetzung 1. Juli 2014 | Zusammensetzung 1. Juli 2014 | 52      | 50    | 191 | 67   | 221 | 70  | 48   | 37 #  | 15    | –         |

## Hintergrund
Im Vorfeld der Europawahl 2019 untersuchte die Bertelsmann Stiftung die Einstellungen und Wahlabsichten der Bevölkerung.
Nach Untersuchungen ihrer Plattform „eupinions“ war eine kontinuierlich steigende Zustimmung zur Europäischen Union festzustellen.
Die Europäer standen ihren Institutionen aber zunehmend skeptisch gegenüber. Zudem sei die Stimmung von einer „Antihaltung“ gegenüber politischen Parteien geprägt.

## Wahlergebnis

Zusammensetzung der Delegationen der einzelnen Mitgliedstaaten nach den Wahlen

Die Wahlbeteiligung betrug europaweit 50,63 % und war damit wesentlich höher als 2014 (42,6 %) und die höchste seit 1994. Die höchsten Wahlbeteiligungen gab es traditionell in
- Belgien (88,5 %) und
- Luxemburg (84,2 %), wo jeweils Wahlpflicht herrscht, sowie auf
- Malta (72,7 %).

Die höchsten Anstiege der Wahlbeteiligung gab es in
- Polen (von 23,8 % auf 45,7 %) und in
- Spanien (von 43,8 % auf 60,7 %).

Am niedrigsten war sie, wie auch 2014, in der Slowakei (22,7 %), allerdings ebenfalls mit starkem Anstieg (2014: 13,1 %).

### Ergebnis nach Fraktionen
| Fraktion                                                | EVP | S&D | EKR | ALDE         | Grüne/EFA | GUE/NGL | EFDD | ENF   | Fraktionslos | Neue Parteien * | Gesamt |
| ------------------------------------------------------- | --- | --- | --- | ------------ | --------- | ------- | ---- | ----- | ------------ | --------------- | ------ |
| Sitze im ausgehenden Parlament                          | 216 | 184 | 77  | 069          | 52        | 52      | 42   | 36    | 20           | –               | 748    |
| Sitze nach der Wahl                                     | 176 | 150 | 61  | ALDR+R # 104 | 69        | 38      | 54   | 58    | 08           | 33              | 751    |
| Sitze nach Beitritten/Übertritten                       | 182 | 154 | 62  | Renew 108    | 75        | 41      | –    | ID 73 | 56           | –               | 751    |
| Gewinne/Verluste im Vergleich zum ausgehenden Parlament | –34 | –30 | –15 | +39          | +23       | –11     | –    | +37   | +36          | –               | +3     |
| Sitze nach Brexit (voraussichtlich)                     | 187 | 148 | 62  | 097          | 68        | 40      | –    | 76    | 27           | –               | 705    |

### Ergebnis nach Europäischen Parteien
| Europäische politische Partei | Europäische politische Partei                                | Mandate | Gewinn/Verlust |
| ----------------------------- | ------------------------------------------------------------ | ------- | -------------- |
|                               | Europäische Volkspartei (EVP)                                | 174     | –34            |
|                               | Sozialdemokratische Partei Europas (SPE)                     | 141     | –38            |
|                               | Allianz der Liberalen und Demokraten für Europa (ALDE)       | 80      | +21            |
|                               | Bewegung für ein Europa der Nationen und der Freiheit (MENL) | 57      | +30            |
|                               | Allianz der Konservativen und Reformer in Europa (AKRE)      | 55      | +15            |
|                               | Europäische Grüne Partei (EGP)                               | 54      | +13            |
|                               | Europäische Linke (EL)                                       | 19      | –14            |
|                               | Europäische Freie Allianz (EFA)                              | 12      | ±0             |
|                               | Europäische Demokratische Partei (EDP)                       | 10      | ±0             |
|                               | Europäische Piratenpartei (PPEU)                             | 4       | +03            |
|                               | Animal Politics EU                                           | 3       | +01            |
|                               | Europäische Christliche Politische Bewegung (ECPM)           | 2       | –04            |
|                               | Initiative kommunistischer und Arbeiterparteien Europas      | 2       | ±0             |
|                               | Allianz für Frieden und Freiheit (APF)                       | 2       | ±0             |
|                               | Volt Europa                                                  | 1       | +01            |
| Parteilose                    | Parteilose                                                   | 135     | -4             |

kursiv: nicht registrierte Parteien

### Sitzverteilung nach Ländern
Die folgende Tabelle enthält die Sitzverteilung in den Ländern, mit der Verteilung auf die Fraktionen bei der Konstituierung des Parlaments am 2. Juli 2019. Ihre Mitglieder mussten die Fraktionen bis zum 24. Juni 2019 melden. In Klammern: Änderung der Mandate nach dem Brexit (nach momentanem Stand spätestens am 31. Oktober 2019).
| FraktionLand           | GUE/NGL                                     | GUE/NGL | S&D          | S&D        | Grüne/EFA                         | Grüne/EFA            | RE                                 | RE                 | EVP                 | EVP        | EKR       | EKR       | ID             | ID        | f’los                  | f’los           | Sitze im Parlament | Beteiligung in % |
| Europäische Union      | 41 (–1)                                     | 41 (–1) | 154 (–6)     | 154 (–6)   | 75 (–7)                           | 75 (–7)              | 108 (–11)                          | 108 (–11)          | 182 (+5)            | 182 (+5)   | 62 (±0)   | 62 (±0)   | 73 (+3)        | 73 (+3)   | 56 (–29)               | 56 (–29)        | 751 (–46)          | 50,6             |
| ---------------------- | ------------------------------------------- | ------- | ------------ | ---------- | --------------------------------- | -------------------- | ---------------------------------- | ------------------ | ------------------- | ---------- | --------- | --------- | -------------- | --------- | ---------------------- | --------------- | ------------------ | ---------------- |
| Belgien                | PTB-PVDA N                                  | 1       | PS sp.a      | 2 1        | Ecolo Groen                       | 2 1                  | Open VLD MR                        | 2                  | CD&V cdH CSP        | 2 1        | N-VA      | 3         | VB             | 3         |                        |                 | 21                 | 88,5             |
| Bulgarien              |                                             |         | BSP          | 5          |                                   |                      | DPS                                | 3                  | GERB DB/DSB         | 6 1        | IMRO      | 2         |                |           |                        |                 | 17                 | 32,6             |
| Dänemark               | EL                                          | 1       | S            | 3          | SF                                | 2                    | V RV                               | 3 (+1) 2           | KF                  | 1          |           |           | DF K           | 1         |                        |                 | 13 (+1)            | 66,0             |
| Deutschland            | Linke Tierschutzp.                          | 5 1     | SPD          | 16         | Grüne ÖDP Piraten PARTEI F Volt N | 21 1                 | FDP FW                             | 5 2                | CDU CSU             | 23 6       | Familie   | 1         | AfD D          | 11        | PARTEI                 | 1               | 96                 | 61,4             |
| Estland                |                                             |         | SDE          | 2          |                                   |                      | RE K                               | 2 1                | I                   | 0 (+1)     |           |           | EKRE N         | 1         |                        |                 | 6 (+1)             | 37,6             |
| Finnland               | VAS                                         | 1       | SDP          | 2          | VIHR                              | 2 (+1)               | KESK RKP                           | 2 1                | KOK                 | 3          |           |           | PS K           | 2         |                        |                 | 13 (+1)            | 40,7             |
| Frankreich             | Fi GRS                                      | 5 1     | PS PP ND     | 2 (+1) 2 1 | EELV AEI PNC Unabhängige          | 8 (+1) 2 1           | LREM N MoDem MRSL Agir Unabhängige | 10 (+1) 5 1 4 (+1) | LR LC               | 7 1        |           |           | RN Unabhängige | 20 (+1) 2 |                        |                 | 74 (+5)            | 50,1             |
| Griechenland           | Syriza                                      | 6       | Kinal        | 2          |                                   |                      |                                    |                    | ND                  | 8          | EL N      | 1         |                |           | KKE XA                 | 2               | 21                 | 58,8             |
| Irland                 | I4C N SF Flanagan                           | 2 1     |              |            | Green                             | 2                    | FF                                 | 1 (+1)             | FG                  | 4 (+1)     |           |           |                |           |                        |                 | 11 (+2)            | 49,7             |
| Italien                |                                             |         | PD           | 19         |                                   |                      |                                    |                    | FI SVP              | 6 (+1) 1   | FdI       | 5 (+1)    | Lega           | 28 (+1)   | M5S D                  | 14              | 73 (+3)            | 54,5             |
| Kroatien               |                                             |         | SDP          | 3 (+1)     |                                   |                      | IDS                                | 1                  | HDZ                 | 4          | HKS       | 1         |                |           | Živi zid N Kolakušić N | 1               | 11 (+1)            | 29,9             |
| Lettland               |                                             |         | SDPS         | 2          | LKS                               | 1                    | AP! N                              | 1                  | JV                  | 2          | NA        | 2         |                |           |                        |                 | 8                  | 33,5             |
| Litauen                |                                             |         | LSDP         | 2          | LVZS                              | 2                    | DP LRLS                            | 1                  | TS-LKD AMT N        | 3 1        | LLRA      | 1         |                |           |                        |                 | 11                 | 53,5             |
| Luxemburg              |                                             |         | LSAP         | 1          | Gréng                             | 1                    | DP                                 | 2                  | CSV                 | 2          |           |           |                |           |                        |                 | 6                  | 84,2             |
| Malta                  |                                             |         | PL           | 4          |                                   |                      |                                    |                    | PN                  | 2          |           |           |                |           |                        |                 | 6                  | 72,7             |
| Niederlande            | PvdD                                        | 1       | PvdA         | 6          | GL                                | 3                    | VVD D66                            | 4 (+1) 2           | CDA 50PLUS N CU K   | 4 1        | FvD N SGP | 3 (+1) 1  | PVV            | 0 (+1)    |                        |                 | 26 (+3)            | 41,9             |
| Österreich             |                                             |         | SPÖ          | 5          | Grüne                             | 2 (+1)               | NEOS                               | 1                  | ÖVP                 | 7          |           |           | FPÖ            | 3         |                        |                 | 18 (+1)            | 59,8             |
| Polen                  |                                             |         | SLD Wiosna N | 5 3        |                                   |                      |                                    |                    | PO PSL              | 14 3       | PiS SP    | 25 (+1) 1 |                |           |                        |                 | 51 (+1)            | 45,7             |
| Portugal               | BE CDU/PCP                                  | 2       | PS           | 9          | PAN N                             | 1                    |                                    |                    | PSD CDS-PP          | 6 1        |           |           |                |           |                        |                 | 21                 | 30,7             |
| Rumänien               |                                             |         | PSD PRO K S  | 8 (+1) 2   |                                   |                      | USR PLUS N                         | 4                  | PNL UDMR PMP        | 10 2       |           |           |                |           |                        |                 | 32 (+1)            | 51,1             |
| Schweden               | V                                           | 1       | S            | 5          | MP                                | 2 (+1)               | C L                                | 2 1                | M KD                | 4 2        | SD        | 3         |                |           |                        |                 | 20 (+1)            | 55,3             |
| Slowakei               |                                             |         | SmerSD       | 3          |                                   |                      | PS                                 | 2                  | SPOLU N KDH OĽaNO K | 2 1 (+1) 1 | SaS       | 2         |                |           | ĽSNS N                 | 2               | 13 (+1)            | 22,7             |
| Slowenien              |                                             |         | SD           | 2          |                                   |                      | LMŠ                                | 2                  | SDS SLS NSi         | 2 1        |           |           |                |           |                        |                 | 8                  | 28,9             |
| Spanien                | UP/Podemos UP/IU UP/Unabhängige AR/EH Bildu | 2 1     | PSOE         | 20 (+1)    | AR/ERC UP/ICV                     | 2 1                  | Cs EAJ-PNV                         | 7 (+1) 1           | PP                  | 12 (+1)    | Vox N     | 3 (+1)    |                |           | JxCat N                | 2 (+1)          | 54 (+5)            | 60,7             |
| Tschechien             | KSČM                                        | 1       |              |            | Piráti N                          | 3                    | ANO                                | 6                  | TOP 09 STAN KDU-ČSL | 2 1 2      | ODS       | 4         | SPD            | 2         |                        |                 | 21                 | 28,7             |
| Ungarn                 |                                             |         | DK MSZP      | 4 1        |                                   |                      | Momentum N                         | 2                  | Fidesz KNDP         | 12 1       |           |           |                |           | Jobbik                 | 1               | 21                 | 43,4             |
| Vereinigtes Königreich | SF                                          | 1 (–1)  | Lab          | 10 (–10)   | Green SNP PC                      | 7 (–7) 3 (–3) 1 (–1) | LibDem APNI N                      | 16 (–16) 1 (–1)    |                     |            | Con       | 4 (–4)    |                |           | Brexit D DUP           | 29 (–29) 1 (–1) | 73 (–73)           | 36,9             |
| Zypern                 | AKEL                                        | 2       | DIKO EDEK    | 1          |                                   |                      |                                    |                    | DISY                | 2          |           |           |                |           |                        |                 | 6                  | 45,0             |

## Weblinks

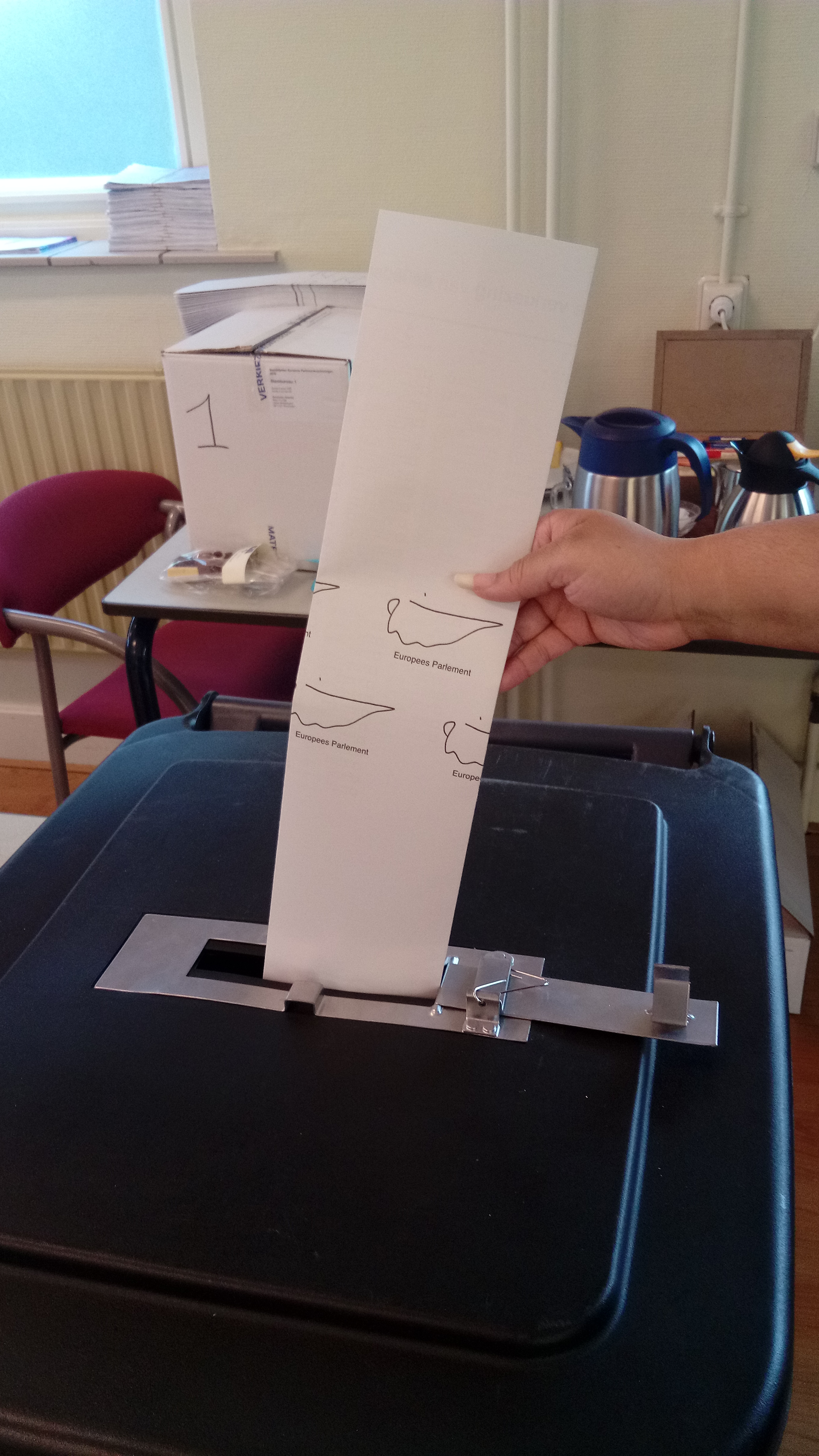
Stimmabgabe (Niederlande)